# Гуаюба (Сеара)
Гуаюба (порт. Guaiúba)  —  муниципалитет в Бразилии, входит в штат Сеара. Составная часть мезорегиона Агломерация Форталеза. Находится в составе крупной городской агломерации Агломерация Форталеза. Входит в экономико-статистический  микрорегион Форталеза. Население составляет 21 600 человек на 2006 год. Занимает площадь 267,203 км². Плотность населения — 80,8 чел./км².

## История
Город основан 13 марта 1987 года. 

## Статистика
- Валовой внутренний продукт на 2004 составляет 46.607.000,00 реалов (данные: Бразильский институт географии и статистики).
- Валовой внутренний продукт на душу населения на 2004 составляет 2.211,00 реалов (данные: Бразильский институт географии и статистики).
- Индекс развития человеческого потенциала на 2000 составляет 0,652 (данные: Программа развития ООН).